# Martha Noguera
Martha Noguera es una pianista de reconocimiento internacional nacida en Buenos Aires, Argentina. 
Es Presidenta Fundadora y Directora Artística de  la Fundación Chopiniana de Argentina desde año 2001.

## Comienzos
Comenzó sus estudios de piano a los 5 años de edad con la pianista italiana Iris Romaro de Waldbott von Bassenheim.  Debuta como niña prodigio a los 11 años. Estudió la carrera artística de piano en el Conservatorio Nacional de Música (Argentina) "Carlos López Buchardo", de donde egresó con el Primer Premio y la Medalla de Oro. Continuó sus estudios perfeccionándose junto a Eugenio Bures, Francesco Amicarelli, Celia Bronstein y Luis La Via.  En Estados Unidos, fue invitada para estudiar con Alexander Uninsky en la Universidad Metodista Sureña (Dallas).  En 1972 fue becada para perfeccionarse con Ilona Kabos en Londres  y, en 1980, con Jan Eckier en Varsovia.

## Giras internacionales
En 1967 comenzó su carrera profesional, con actuaciones en España, Bélgica, Holanda y Alemania. Tocó junto a la Orquesta Filarmónica de Varsovia y con la orquesta Pas-de-loup en París. Luego recorrió Costa Rica, Venezuela y Colombia. En 1981 realiza una gira de conciertos con la orquesta de cámara de Saint Gallen, por Suiza y Alemania.  Durante su exitosa carrera se ha presentado en todos los países de América y Europa como solista con famosas orquestas y en recitales.  Entre sus actuaciones se destacan las integrales de las 32 sonatas de Beethoven, la Obra completa para piano de Chopin y la de  Ravel. 

## Reconocimientos
- Premio Centro de Egresados del Conservatorio Nacional "Carlos López Buchardo" (Buenos Aires, Argentina).

- Premio Concurso Internacional de Piano de las Américas 1973 (Río de Janeiro, Brasil)

- Premio Concurso Internacional de Piano "Georg von Lalewicz" (Buenos Aires, Argentina).

- Premio UMARA 1977/78 (Argentina). Consagrada por la Unión Mujeres Americanas como "Mujer Argentina Americanista".

- Premio Jóvenes Sobresalientes 1973 "Cámara Juniors de Buenos Aires".

- Premio 10 mejores artistas año 1978 de la Cámara de Comercio Argentino Venezolana.

- Premio Congreso de las Naciones "Joven Valor Argentino" 1979.

- Premio "Medalla al Mérito Artístico" de la ciudad de Trieste (Italia), por su gira en l984, con la ejecución integral de las 32 Sonatas para piano de Beethoven.

- Premio de la Asociación Argentina de Críticos 1999 por interpretar el ciclo de las 32 Sonatas de Beethoven en el Teatro San Martín de Buenos Aires (l998) y la obra completa de Chopin en el Teatro Avenida de Buenos Aires (l999).

- Condecorada con la Cruz de Caballero de la República de Polonia, otorgada por  Decreto del Presidente de tal país en año 2000.

- Premio a las Personalidades Ilustres de la Municipalidad de Gorizia (Italia).

- Premio Nobleza Meritocrática, por la Organización Humanidad Meritocrática (Buenos Aires), en 2001.

El 7 de diciembre de 2006, la Legislatura de la Ciudad Autónoma de Buenos Aires sanciona por ley declararla Personalidad Destacada de la Cultura. 